# Lavrania haagnerae
Lavrania haagnerae är en oleanderväxtart som beskrevs av D.C.H. Plowes. Lavrania haagnerae ingår i släktet Lavrania och familjen oleanderväxter. Inga underarter finns listade i Catalogue of Life.